# Großer Kinel
Der Große Kinel (russisch Большой Кинель (Bolschoi Kinel)) ist ein rechter, 437 km langer Nebenfluss der Samara im Südosten des europäischen Teils von Russland.

## Verlauf
Der Große Kinel entspringt im Norden der Oblast Orenburg, im nördlichen Teil des Höhenzugs Obschtschi Syrt, unweit der Grenze zur Republik Baschkortostan. Von dort fließt er zunächst in Richtung Nordwesten und Westen durch die landwirtschaftlich genutzte Steppenlandschaft.
Der Fluss nimmt zahlreiche Nebenflüsse auf und passiert schließlich die Stadt Buguruslan, kurz bevor er die Grenze zur Oblast Samara erreicht. Er fließt nun in vorwiegend westlicher Richtung durch den Osten der Oblast Samara, wo er an Pochwistnewo im Norden vorbeifließt.
Nach der Einmündung der Sawruschka wendet sich der Große Kinel in Richtung Südwesten, wo bei Kinel-Tscherkassy der Kleine Kinel einmündet. Anschließend fließt er weiter nach Südwesten, vorbei an Otradny, ehe er vor der Einmündung von Kutuluk und Sarbai wiederum nach Westen abbiegt.
Wenig später erreicht der Große Kinel bei Ust-Kinelski und Kinel die Samara, etwa 20 km östlich der Oblasthauptstadt Samara.
In der eisfreien Zeit von Mitte April bis November ist der Große Kinel auf seinem Unterlauf schiffbar.